# Ryczewo
Ryczewo (deutsch Ritzow) ist ein ehemaliges hinterpommersches Dorf und seit 1961 ein Stadtteil (dzielnica) von Słupsk (Stolp) in der polnischen Woiwodschaft Pommern.

## Geographische Lage und Verkehrsanbindung
Ryczewo liegt in Hinterpommern,  im Nordwesten der kreisfreien Stadt Słupsk (Stolp), und bis zu deren Stadtzentrum sind es drei Kilometer. Hier bildet das Urstromtal der Słupia (Stolpe) einen Hang, von dem sich nach Westen Wiesen und Moore und nach Osten Ackerflächen ausdehnen. Im Westen von Ryczewo verläuft die Staatsbahnlinie 202 Stargard in Pommern-Danzig, die nächste Station allerdings ist der Bahnhof in Słupsk. Den Osten von Ryczewo durchzieht die Woiwodschaftsstraße 213, die aus der Innenstadt von Słupsk kommt und bis nach Celbowo (Celbau) im Kreis Puck (Putzig) führt. Bis 1945 war Ritzow Haltepunkt an der Kleinbahnstrecke Stolp–Zezenow (heute polnisch: Cecenowo), ab 1933 nur bis Dargeröse (Dargoleza), der Stolper Bahnen.

## Geschichte

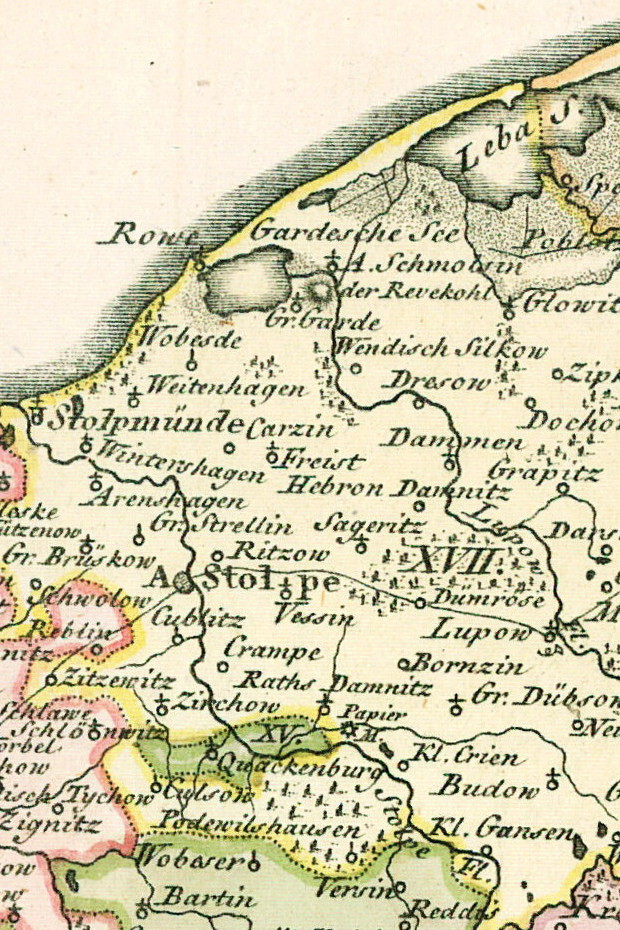
Ritzow nordöstlich der Stadt Stolp (früher Stolpe geschrieben), östlich des Flusses Stolpe und südöstlich der Hafenstadt Stolpmünde (links oben im Bild) an der Ostsee auf einer Landkarte von 1794.

Die erste urkundliche Erwähnung von Ritzow stammt aus dem Jahre 1240. Damals verkaufte Herzog Swantopolk II. von Pommerellen das Dorf „Riceuo“ seinem Kaplan Hermann für zwei Pferde. Ritzow war damit das drittälteste urkundlich bekannte Dorf des Landkreises Stolp.
Danach ging Ritzow an das Prämonstratenserinnen-Nonnenkloster in Stolp, dem Herzog Mestwin II. im Jahre 1288 den Besitz bestätigte. In preußischer Zeit ist Ritzo eines der achtzehn königlichen Dörfer des Stolper Kreises, die dem Amt Stolp unterstanden. Wann genau das Dorf an die Stadt Stolp kam, ist nicht bekannt.
Um 1784 gab es in Ritzow zehn Bauern mit einem Freischulzen, einen Kossäten und einen Schulmeister bei insgesamt 14 Haushaltungen.  Im Jahre 1939 zählte Ritzow 39 landwirtschaftliche Betriebe bei einer Gemeindefläche von 533 Hektar und einer Einwohnerzahl von 1005 (in 269 Haushaltungen).
Bis 1945 war die Gemeinde Ritzow Sitz des gleichnamigen Amts- und Standesamtbezirkes und gehörte zum Landkreis Stolp im Regierungsbezirk Köslin der preußischen Provinz Pommern. Amtsgerichtsbereich war Stolp. Die Nähe an der Stadt hat Ritzow in mancher Hinsicht das Gepräge gegeben.
Gegen Ende des Zweiten Weltkriegs wurde Ritzow am 8. März 1945 von Truppen der Roten Armee überrollt. Der Ort wurde danach zusammen mit ganz Hinterpommern unter polnische Verwaltung gestellt. Wenige Wochen später trafen die ersten Polen ein, die sich der Häuser bemächtigten. Die Dorfbewohner wurden bis 1946 vertrieben. Ritzow erhielt den polnischen Namen Ryczewo. Zwischen 1945 und 1954 war das Dorf Sitz einer nach ihm benannten Gmina (Landgemeinde) und kam dann 1961 als Stadtteil zu Słupsk.

## Kirche
Vor 1945 war die Bevölkerung von Ritzow überwiegend evangelischer Konfession. Es gehörte zur Kirchengemeinde der St.-Petri-Kirche in Stolp und lag im Kirchenkreis Stolp-Altstadt im Ostsprengel der Kirchenprovinz Pommern der Kirche der Altpreußischen Union.
Seit 1945 leben in Ryczewo fast ausnahmslos katholische Kirchenglieder. Das Pfarramt ist weiterhin in Słupsk und gehört zum Dekanat Słupsk Wschód (Stolp-Ost) im Bistum Köslin-Kolberg der Katholischen Kirche in Polen. Hier lebende evangelische Kirchenglieder sind dem Pfarramt der Kreuzkirche in Słupsk in der Diözese Pommern-Großpolen der Evangelisch-Augsburgischen Kirche in Polen zugeordnet.

## Schule
In der im Jahre 1932 dreistufigen Volksschule in Ritzow unterrichteten zwei Lehrer in drei Klassen 117 Schulkinder.

## Persönlichkeiten des Ortes
- Günter Friedrich (1925–2014), deutscher Politiker (CDU), ehemaliges Mitglied des Landtags von Schleswig-Holstein, ehemaliger Sprecher der Pommerschen Landsmannschaft
- Die Brüder Jürgen von Woyski (1929–2000), Bildhauer und Maler, und Klaus von Woyski (1931–2017), Maler, Grafiker und Restaurator, lebten bis 1946 in Ritzow